# Sobór św. Mikołaja w Mikołajowie
Sobór św. Mikołaja – prawosławny sobór parafialny w dekanacie mikołajowskim miejskim eparchii mikołajowskiej Ukraińskiego Kościoła Prawosławnego Patriarchatu Moskiewskiego. Położony przy ulicy Falejewskiej 4 w Mikołajowie. Zabytek o znaczeniu ogólnoukraińskim.

## Historia
Inicjatorem budowy pierwszej świątyni pod wezwaniem św. Mikołaja w Mikołajowie był Michaił Falejew, jeden z twórców miasta i Floty Czarnomorskiej, współpracownik Grigorija Potiomkina. Cerkiew powstać miała na potrzeby społeczności greckich przesiedleńców żyjących w Mikołajowie. O zamiarze wzniesienia świątyni Falejew informował arcybiskupa jekaterynosławskiego, chersońskiego i taurydzkiego Ambrożego 17 grudnia 1789 r., w rocznicę zdobycia przez Rosjan twierdzy oczakowskiej. Pierwsza cerkiew była budowana od następnego roku i przetrwała około dwudziestu lat. Była to budowla drewniana, o jej wyglądzie niczego nie wiadomo.
Murowana świątynia pod tym samym wezwaniem była budowana, nadal na potrzeby społeczności greckiej, w latach 1803–1817. Głównymi inicjatorami budowy byli archimandryta Zachariasz (Petropulo) oraz ks. Karp Pawłowski. W 1817 r. budowla została wyświęcona.
Cerkiew pozostawała czynna niemal przez całą swoją historię, nawet po rewolucji październikowej i w latach 30. XX wieku (gdy zamknięto m.in. najważniejszą dotąd prawosławną świątynię w mieście – sobór Narodzenia Matki Bożej) funkcjonowała przy niej parafia prawosławna. 
Po utworzeniu eparchii mikołajowskiej w 1992 r. sobór został odremontowany, na jego dzwonnicy zawieszono nowe dzwony, w sąsiedztwie cerkwi urządzono studnię do święcenia wody, zaś w południowej części świątyni wzniesiono ołtarz boczny pod wezwaniem Opieki Matki Bożej.